# Linda Caicedo
Linda Lizeth Caicedo Alegría (Candelaria, 22 februari 2005) is een Colombiaans voetbalster die bij voorkeur als vleugelspeler speelt. Zij tekende in 2023 voor Real Madrid. In 2019 debuteerde ze voor Colombia.

## Clubcarrière
Caicedo voetbalde in Colombia bij América de Cali en Deportivo Cali. Op 24 februari 2023 tekende ze een driejarig contract bij Real Madrid. Ze debuteerde op 4 maart 2023 tegen Alhama CF. Op 17 november 2023 werd ze door de Italiaanse sportkrant Tuttosport verkozen tot Golden Girl als beste speelster onder 21 jaar in Europa. 

## Interlandcarrière
In 2022 nam Caicedo met Colombia deel aan de Copa América. In juli 2023 scoorde ze tweemaal op het WK 2023 in de groepsfase tegen Zuid-Korea en Duitsland. In 2024 nam ze met Colombia -23 deel aan de Voetbal op de Olympische Spelen in Parijs.